# Mahmoud Darwish
Mahmud Darwish ou Mahmoud Darwich (Al-Birweh, 13 de março de 1941 - Houston, 9 de agosto de 2008) foi um poeta e escritor palestino.

## Biografia
Nascido na antiga Palestina Mandatária, no vilarejo de Al-Birweh, situado a 10,5 quilômetros de Acre, na região da Galileia, era o segundo dos oito filhos de uma família de proprietários de terras sunitas. 
Durante a guerra de 1948, a família Darwish refugiou-se no Líbano, lá permanecendo por um ano. No seu retorno, porém, a pequena vila já não existia: tal como cerca de 500 outras aldeias árabes, a sua havia sido arrasada pelas tropas israelenses, - prática adotada pelo novo Estado judeu, para impedir o retorno dos antigos habitantes árabes ao território  israelense.  No lugar da aldeia devastada, instalara-se o colonato agrícola judaico de Ahihud.
A família Darwish estabelece-se então na vila de Deir al-Asad, nas proximidades de Acre, área que havia sido capturada pelas forças de Israel. Ali, Darwish recebeu o ensino básico. Mais tarde, frequenta o ensino médio, em Kafr Yasif, também nos arredores de Acre.  Finalmente, mudou-se para Haifa.
Lançou seu primeiro livro de poesia, Asafir bila ajniha  (Pássaros sem asas), aos 19 anos. Também publicava poemas no periódico literário Al Jadid, ligado ao Partido Comunista de Israel, do qual acabou por se tornar editor. Mais tarde, tornou-se assistente de editor de Al Fajr, periódico literário do Partido dos Trabalhadores Unidos (Mapam).
Entre 1961 e 1967, foi preso diversas vezes. Afinal deixou Israel em 1970 para estudar na antiga União Soviética. Lá frequentou a Universidade Estatal Lomonosov de Moscou por um ano,  antes de passar a viver no Egito e no Líbano. Quando ingressou na OLP (Organização para a Libertação da Palestina) em 1973, foi proibido de entrar novamente em Israel.
Em 1995, foi-lhe concedida autorização de entrada em Israel, para assistir ao funeral de um amigo, o escritor Emile Habibi. Pôde permanecer em Haifa por quatro dias. No mesmo ano, recebeu permissão para se estabelecer em Ramallah.
Darwish casou-se e divorciou-se por duas vezes. Não teve filhos. Sua primeira mulher foi a escritora Rana Kabbani. Após o divórcio, em meados dos anos 1980, ele se casou com a tradutora egípcia Hayat Heeni.   A "Rita" dos poemas de Darwish era Tamar Ben-Ami, uma mulher judia que ele amou quando vivia em Haifa.  Essa relação é abordada no documentário Write Down, I Am an Arab, de Ibtisam Mara'ana.
Darwish tinha um histórico de doença cardíaca, tendo sofrido um  infarto em 1984. Também já havia pasado por duas cirurgias cardíacas, em 1984 e 1998.
Sua última visita a Israel aconteceu em  15 de julho de 2007, para assistir a um recital de poesia no Auditório  Mont Carmel, em Haifa.  No evento, ele criticou a violência faccional entre  Fatah e  Hamas uma "tentativa de suicídio na rua."
Darwish é o autor da Declaração de Independência Palestina, escrita em 1988 e lida pelo líder palestino Iasser Arafat, quando declarou unilateralmente a criação do Estado Palestino.
Integrante da OLP, Darwich afastou-se da organização em 1993, por discordar da posição da organização no tocante aos Acordos de Oslo.
Darwish é considerado o poeta nacional da Palestina. Seu trabalho, que evoca a dor do deslocamento com paradoxos sutis, foi traduzido em mais de 20 línguas. Na obra do poeta, além da angústia do exílio, a Palestina aparece como metáfora do "paraíso perdido", nascimento e ressurreição.

## Morte
Mahmoud Darwish morreu em 9 de agosto de 2008, aos 67 anos, três dias após ter sofrido uma cirurgia cardíaca no Memorial Hermann Hospital, em Houston, Texas. Antes da cirurgia, Darwish havia assinado um documento pedindo para não ser ressuscitado, no caso de morte cerebral.

## Prêmios e honrarias

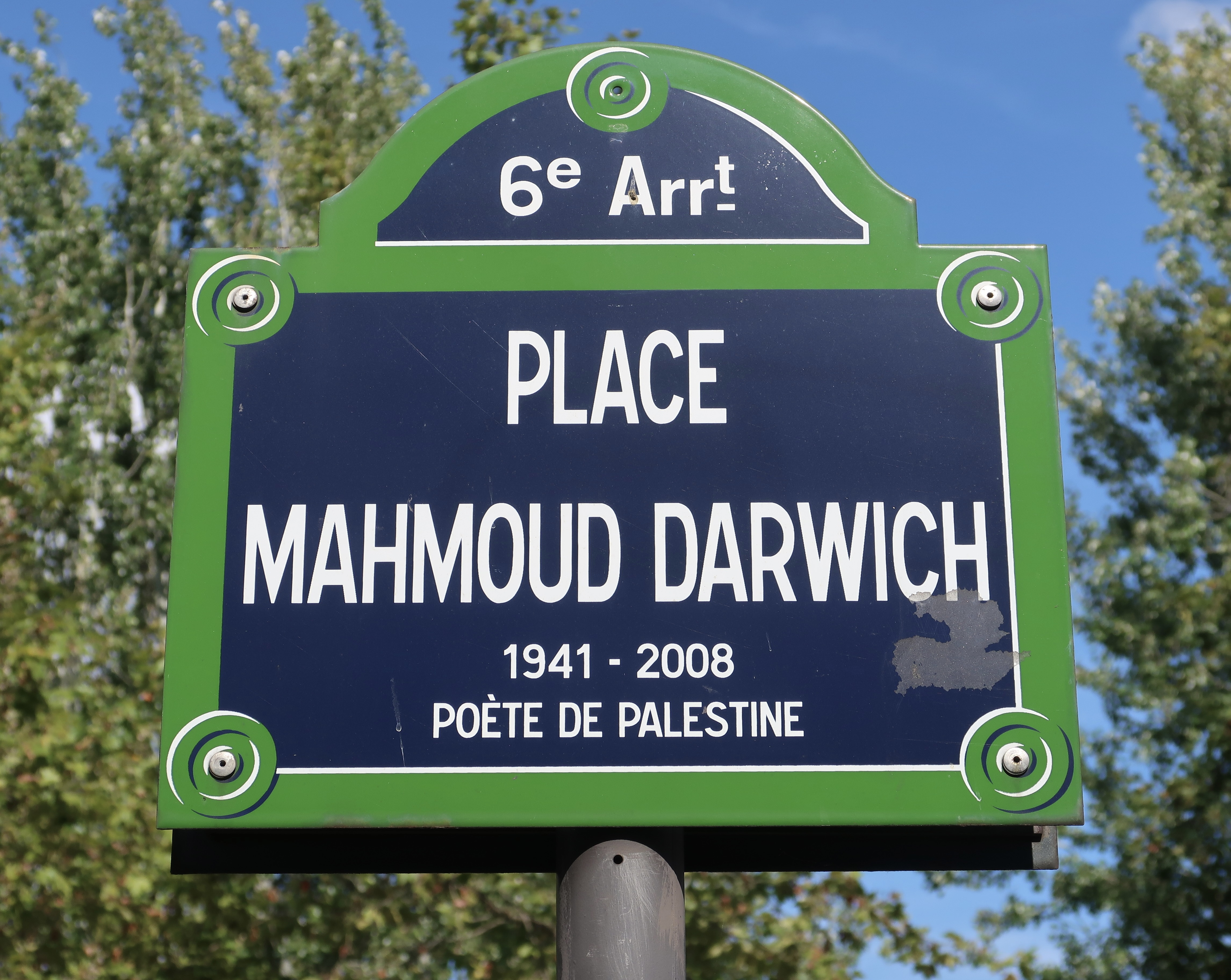
Place Mahmoud Darwich, em Paris.

- Prêmio Lotus de Literatura (1969) da Associação Afro-Asiática de Escritores
- Prêmio Lenin da Paz (URSS, 1983)
- Cavaleiro das Artes e das Letras (França, 1993)
- Prêmio da Fundação Lannan para a Liberdade Cultural (Estados Unidos, 2001)[20]
- Prêmio Al Owais (EAU, 2002–2003)
- Prêmio Príncipe Claus (Países Baixos, 2004)
- Prêmio Bosnian stećak (Bósnia e Herzegovina, 2007)
- Coroa de Ouro das Noites de poesia de Struga (Macedônia do Norte, 2007)
- Prêmio do Fórum International da Poesia Árabe (Egito, 2007)[21]
- Prêmio International Argana de Poesia (Marrocos, 2008)[22]

## Obras publicadas em português
- O jardim adormecido e outros poemas. Seleção e tradução de Albano Martins. Porto: Campo das Letras, 2002 ISBN 972-610-500-X
- Onze astros. Prefácio e tradução de Michel Sleiman. Rio de Janeiro: Tabla, 2021 ISBN 9786586824094 [23]